# FK 1899 Szeged
FK 1899 Szeged – węgierski klub piłkarski z siedzibą w mieście Segedyn. W sezonie 2011/2012 klub uczestniczy w rozgrywkach 5. ligi.

## Historia

### Chronologia nazw
Szegedi Egyetemi AC
- 1921: Kitartás Egyetemi Atlétikai Klub
- 1940: Szegedi Egyetemi Atlétikai Club (EAC) (do Segedynu przenosi się z Kolozsváru tamtejszy uniwersytet wraz z uczelnianym klubem sportowym KEAK)
- 1948: Szegedi Mefesz
- 1949: Szegedi Főiskolai DISz
- 1950: Szegedi DISz FSE
- 1951: Szegedi Haladás SK
- 1956: Szegedi EAC
- 1969: Szegedi Egyetemi és Olajipari (EOL) SC
- 1976: Szegedi EOL AK (połączenie z Szegedi AK w jeden klub)
- 1985: Szegedi EOL Délép SE (przejęcie klubu Délép SC)
- 1987: Szeged SC
- 1993: Szegedi TE
- 1994: Szeged FC
- 1995: Szegedi EAC
- 5 grudnia 1998 roku klub zawiesił swoją działalność.

Szeged LC
- 1998: Szeged LC

FC Szeged
- 2000: FC Szeged

FK 1899 Szeged
- 2005: FK 1899 Szeged

### Powstanie klubu FK 1899 Szeged
Klub powstał w 2005 roku, jednak jego korzeni należy szukać już w zawartej w nazwie klubu dacie, 1899 rok i w klubie Szegedi AK.

### Protoplaści klubu
Jednym z pierwszych klubów sportowych w Segedynie był Szegedi AK, założony w 1899 roku. Formalnie jednak za początek historii klubu FK 1899 Szeged uważać należy rok 1919, kiedy to do Segedynu z Kolozsváru przeniósł się uniwersytet wraz z drużyną sportową, która posiadała też sekcję piłkarską.
W 1921 roku założono przy uniwersytecie w Kolozsvár klub Kitartás Egyetemi Atlétikai Klub, który w 1940 roku wraz z przeniesieniem uniwersytetu i klubu do Segedynu przemianowano na Szegedi Egyetemi Atlétikai Club (w skrócie Szegedi EAC). 22 grudnia 1953 roku rozwiązany został, grający w węgierskiej Nemzeti Bajnokság I klub Szegedi Honvéd. Jego miejsce, w rozgrywkach Nemzeti Bajnokság I w sezonie 1954 zajął, klub grający już wówczas jako Szegedi Haladás SK. W 1976 roku, grając jako Szegedi EOL SC, klub połączył się z innym miejscowym zespołem - Szegedi AK, pozostając jednak na własnym obiekcie i przy własnych barwach klubowych. W wyniku fuzji zmianie uległa jedynie nazwa, poprzez zamianę dotychczasowego SC w nazwie na AK.
Przed sezonem 1998/99 klub, który kilka lat wcześniej powrócił do nazwy Szegedi EAC został co prawda zgłoszony do rozgrywek 3. ligi jednak został z niej wycofany, a 5 grudnia 1998 roku władze klubu zdecydowały się na zawieszenie działalności klubu, co niedługo później okazało się być zupełnym rozwiązaniem zespołu.
Jednak już w tym samym roku, z inicjatywy i pod auspicjami miejskich radnych powstał w mieście klub Szeged LC, który swoje mecze zaczął rozgrywać na tym samym stadionie, co rozwiązany klub. Przyjął także identyczne barwy. Swój krótki byt klub rozpoczął w drugiej lidze, by już po jednym sezonie awansować do pierwszej ligi. W sezonie 1999/2000 klub rozegrał jedynie 17. spotkań ligowych i z powodów finansowych wycofał się z dalszej rywalizacji a większość zawodników rozwiązała kontrakty, w wyniku czego zespół został zdegradowany do 4. ligi, a po czterech miesiącach zupełnie rozwiązany.
W pierwszych miesiącach 2000 roku miejsce rozwiązanego klubu zajęło stowarzyszenie FC Szeged, założone przez byłego piłkarza, Gabora Kovácsa. Klubem częściowo zarządzało miasto, zaś początkowo jego kadrę stanowili młodzi piłkarze z Segedynu i okolic. Drużyna przejęła miejsce w lidze po Szeged LC i rozpoczęła zmagania od 4. ligi, z której do 3. ligi awansowała w sezonie 2001/2002, zaś do drugiej ligi w sezonie 2003/2004. Po sezonie 2004/2005 klub rozwiązano.

### Reaktywacja klubu jako FK 1899 Szeged
Już w 2005 roku w Segedynie po raz kolejny reaktywowano klub, tym razem pod nazwą FK 1899 Szeged, który od momentu powstania gra jednak w niższych ligach węgierskich, głównie 5. i 6. lidze.

### FK 1899 Szeged a Szeged 2011
W 2011 roku powstał w mieście, w wyniku fuzji klubu Makói FC i Kiskundorozsmai ESK powstał w Segedynie klub Szeged 2011, którego jednak w tym momencie nie można uznawać, za spadkobiercę klubów Szeged LC bądź Szegedi EAC.

## Osiągnięcia
- W lidze (25 sezonów na 109): 1954, 1956–1957/58, 1959/60–1965, 1967–1968, 1970 wiosna–1970/71, 1972/73–1973/74, 1975/76–1977/78, 1981/82, 1983/84–1984/85, 1990/91 (jako Szegedi EAC) 1999/2000 (po reaktywacji jako Szeged LC)